# Gafieira Universal
Gafieira Universal é o segundo álbum de estúdio da banda brasileira Black Rio, lançado em 24 de novembro de 1978 pela gravadora RCA Victor, com gravações realizadas entre julho e outubro do mesmo ano nos Estúdios RCA, no Rio de Janeiro. O disco é considerado inferior ao álbum de estreia da banda, mas, ainda assim, um bom disco. Este álbum marca uma transição no som da banda por conter não apenas temas instrumentais, mas também 3 canções.

## Antecedentes
Apesar do barulho gerado pelo lançamento de seu primeiro álbum e pelas adesões de nomes importantes da indústria e da crítica musical brasileira da época, como Caetano Veloso e Nelson Motta, bem como pelas boas vendagens do primeiro disco - estimadas por André Midani em entrevista posterior como superiores a 80 mil -, o grupo resolveu trocar de gravadora da WEA para a RCA Victor, que, assim como a gravadora anterior, os pressionaria a lançar um disco que contivesse canções também, não apenas temas instrumentais. Além disso, o grupo sofreu mudanças de formação no começo de 1978: saíram Cristovão Bastos e Jamil Joanes; entraram Jorge Barreto (Jorjão) e Valdecir Nei Machado que participaram da primeira temporada solo da banda, no Teatro Tereza Rachel, em março de 1978.

## Gravação e produção
O grupo assinou com a RCA no meio do ano e entraram nos Estúdios RCA, no Rio de Janeiro, em julho, para gravar o seu novo disco. Pela pressão da gravadora, que já vinha desde a época da WEA, os músicos resolveram gravar três canções entre os temas instrumentais, cujos vocais ficaram a cargo de Jorjão e Luiz Carlos Batera, cantando em coro. Em meados de outubro, o disco estava pronto para ser lançado.

## Resenha musical
O disco começa com um convite para dançar, com a canção "Chega Mais (Imaginei Você Dançando)". Em seguida, a canção "Vidigal" tem como tema uma denúncia sobre a situação do morro do Vidigal. Também, apresenta de forma pronunciada a mistura entre samba (através de notas tocadas por uma cuíca) e funk (na linha agressiva tocada pelo baixo). Então, chegamos na faixa título que, juntamente com a releitura de "Tico-tico no Fubá", tem os arranjos mais complexos do disco. Ela inicia com uma introdução estruturada em "pergunta e resposta", com o naipe de metais duelando com o baixo (alterado por um efeito de Wah-wah) e o piano elétrico Fender Rhodes fazendo uso de clusters. É uma faixa repleta de experimentalismo, com uma harmonia pouco convencional; um tema repleto de cromatismos; uma grande seção de improvisos jazzísticos; e uma percussão bem rica, destacando-se o pandeiro e o triângulo. "Ibeijada" fecha o primeiro lado do disco com um acento maior no soul e no funk com as linhas agressivas do baixo e da bateria e o trombone simulando um saxofone barítono (prática comum nas bandas de soul brasileiras). Além disso, esta música apresenta sonoridades próximas do rock e do fusion com o uso de sintetizadores.
"Rio de Fevereiro" é a última das canções do álbum e ressalta já no nome a temática do Carnaval, com um arranjo inusitado: a seção rítmica composta por bateria, baixo, guitarra e piano elétrico destaca os elementos do funk e do jazz enquanto o naipe de sopros pontua o samba. É de destaque, também, o solo de sintetizador. "Dança do Dia", "Samboreando" e "Expresso Madureira" apresentam um ritmo mais pesado remetendo ao funk e, também, à música disco.

## Recepção

### Lançamento
O disco foi lançado no dia 24 de novembro de 1978 pela gravadora RCA Victor com uma festa de divulgação no Clube Águia, no Vidigal, durante o Baile do Alfredo, festa de música negra que ocorria na época. O álbum contava, ainda, com texto de contracapa assinado pelo jornalista Júlio Barroso.

### Fortuna crítica
| Críticas profissionais | Críticas profissionais |
| Avaliações da crítica  | Avaliações da crítica  |
| Fonte                  | Avaliação              |
| ---------------------- | ---------------------- |
| Folha de S.Paulo       | [ 8 ]                  |

Pedro Alexandre Sanches avaliou o álbum quando do seu relançamento em CD em 2001, por ocasião do centenário da gravadora RCA. O jornalista destaca a mistura de canções com músicas instrumentais neste segundo trabalho da banda carioca e chama os sambas-soul instrumentais de poderosos, destacando a faixa título e a releitura de "Cravo e Canela", de Milton Nascimento.

### Relançamentos
O álbum foi relançado em LP em 1993 e recebeu seu primeiro lançamento em CD em 2001. Posteriormente, receberia relançamento em LP em 2016.

## Faixas
| Lado A |                                       |                                   |         |  |
| N.º    | Título                                | Compositor(es)                    | Duração |  |
| 1.     | "Chega Mais (Imaginei Você Dançando)" | Luiz Carlos Batera / Valdecir Nei | 2:50    |  |
| 2.     | "Vidigal"                             | Oberdan Magalhães / Valdecir Nei  | 3:37    |  |
| 3.     | "Gafieira Universal"                  | Barrosinho / Cláudio Stevenson    | 3:06    |  |
| 4.     | "Tico-tico no Fubá"                   | Zequinha de Abreu                 | 3:30    |  |
| 5.     | "Ibeijada"                            | Barrosinho / Cláudio Stevenson    | 3:24    |  |

| Lado B         |                      |                                        |         |  |
| N.º            | Título               | Compositor(es)                         | Duração |  |
| 1.             | "Rio de Fevereiro"   | Hélio Matheus / Oberdan Magalhães      | 3:23    |  |
| 2.             | "Dança do Dia"       | Barrosinho / Jorjão                    | 3:02    |  |
| 3.             | "Samboreando"        | Luiz Carlos Batera / Oberdan Magalhães | 3:10    |  |
| 4.             | "Cravo e Canela"     | Milton Nascimento / Ronaldo Bastos     | 2:20    |  |
| 5.             | "Expresso Madureira" | Cláudio Stevenson / Jorjão             | 4:10    |  |
| Duração total: | Duração total:       | Duração total:                         | 32:32   |  |

## Créditos
Créditos dados pelo Discogs.

### Músicos
Banda Black Rio
- Oberdan Magalhães: Saxofone e flauta
- Lúcio J. da Silva, o Lúcio Trombone: Trombone
- Barrosinho: Trompete
- Cláudio Stevenson: Guitarra e violão
- Jorge Barreto (Jorjão): Piano elétrico (Fender Rhodes), clavinet, órgão eletromecânico (Hammond), sintetizador (Minimoog, Oberheim) e vocal
- Valdecir Nei Machado: Baixo e cuíca
- Luiz Carlos Batera: Bateria, percussão e vocal

Músicos adicionais
- Cristina Berio: Xilofone (faixa 3)
- Carlinhos "Pandeiro de Ouro": Pandeiro, cuíca (faixas 3 e 4)
- Bebeto: Percussão

### Ficha técnica
- Produção: Durval Ferreira
- Arranjos: Banda Black Rio
- Corte: José Oswaldo Martins
- Engenheiros de som: Flávio Senna, Luiz Carlos T. Reis e Mário Jorge Bruno
- Arte: Ney Távora
- Fotografia: Ivan Cardoso